# 야고시역
야고시역(일본어: 矢越駅)은 일본 이와테현 이치노세키시에 위치한 동일본 여객철도 오후나토 선의 철도역이다. 단선 승강장 1면 1선의 구조를 갖춘 지상역이다.

## 이용 현황
| 승차 인원 추이 | 승차 인원 추이 |
| 연도           | 1일 평균       |
| -------------- | -------------- |
| 2000           | 76             |
| 2001           | 75             |
| 2002           | 59             |

## 역 주변
- 국도 제284호선

## 역사
- 1928년 9월 2일 : 국철 오후나토 선의 역으로서 개업.
- 1983년 3월 10일 : 간이 위탁화.
- 1987년 4월 1일 : 일본국유철도 분할 민영화에 의해, 동일본 여객철도가 승계.
- 2003년 4월 1일 : 위탁 폐지, 무인화.
- 2005년 3월 : 역사 개축.

## 인접 역
| 동일본 여객철도 오후나토 선 | 동일본 여객철도 오후나토 선 | 동일본 여객철도 오후나토 선 |
| --------------------------- | --------------------------- | --------------------------- |
| 고나시 이치노세키 방면      | ■ 오후나토 선               | 오리카베 사카리 방면        |